# Pauline Parmentierová

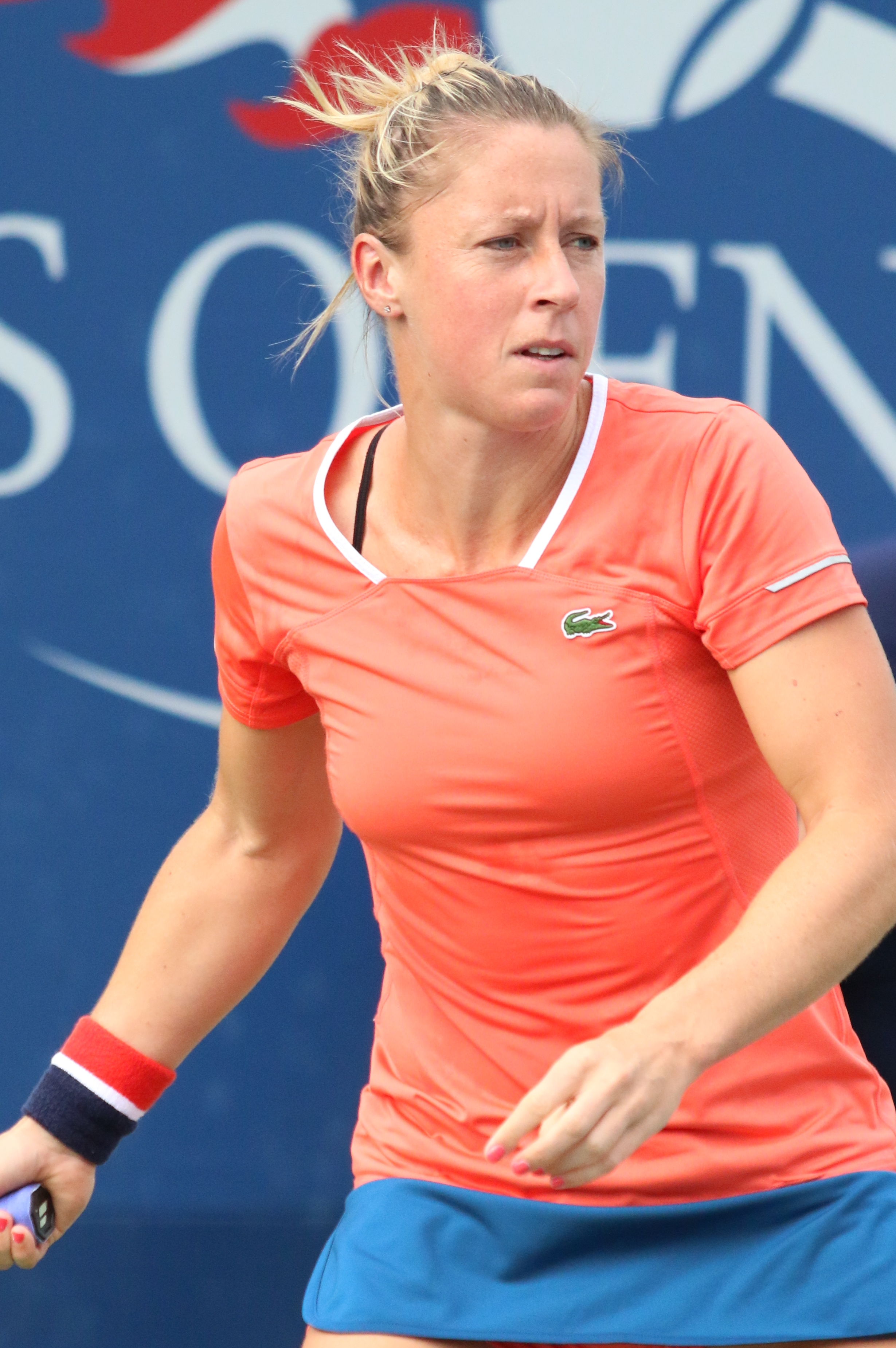
Na úvod US Open 2016 vypadla s krajankou Caroline Garciaovou

Pauline Parmentierová (* 31. ledna 1986 Cucq) je francouzská profesionální tenistka. Ve své dosavadní kariéře vyhrála na okruhu WTA Tour čtyři turnaje ve dvouhře. V rámci okruhu ITF získala deset titulů ve dvouhře a tři ve čtyřhře.
Na žebříčku WTA byla ve dvouhře nejvýše klasifikována v červenci 2008 na 40. místě a ve čtyřhře pak v dubnu 2012 na 89. místě. Trénují ji Olivier Patience s Loïc Courteauem a v týmu je také bývalá francouzská tenistka Alexia Dechaumeová. Dříve tuto roli plnil Georges Goven.
Ve francouzském fedcupovém týmu debutovala v roce 2010 čtvrtfinálovým utkáním Světové skupiny proti Spojeným státům, v němž nejdříve podlehla Melanie Oudinové a poté porazila Christinu McHaleovou. V perthském finále Fed Cupu 2019 proti Austrálií ji v nedělní dvouhře porazila Ajla Tomljanovićová. Francouzky však celkově vyhrály 3:2 na zápasy. Do roku 2020 v soutěži nastoupila ke čtrnácti mezistátním utkáním s bilancí 6–13 ve dvouhře a 1–1 ve čtyřhře.
Po odstoupení Mary Pierceové a Amélie Mauresmové byla nominována na pekingské Letní olympijské hry 2008, na kterých ve dvouhře vypadla v úvodním kole s Dominikou Cibulkovou a ve čtyřhře spolu s Taťánou Golovinovou skončily také v první fázi na raketách indické dvojice Mirzaová a Raová.

## Soukromý život
Narodila se roku 1986 v severofrancouzské obci Cucq do rodiny Dominique a Jeana-Philippa Parmentierových, kteří pracují v tabákovém průmyslu. Má dva bratry. Tenis začala hrát v šesti letech a za oblíbený povrch uvedla antuku.

## Tenisová kariéra
V rámci hlavních soutěží událostí okruhu ITF debutovala v listopadu 2010, když na turnaj ve francouzském Villenaue D'Ornon s dotací 10 tisíc dolarů obdržela divokou kartu do kvalifikace, z níž prošla jako šťastná poražená. V úvodním kole podlehla krajance Karle Mrazové. Během ročníku 2003 vybojovala premiérový titul v této úrovni tenisu, když v páru s Aurélií Védyovou vyhrály čtyřhru na turnaji v Deauville. V rozhodujícím utkání zdolaly česko-německou dvojici Zuzana Hejdová a Maria Geznengeová. Premiérovou singlovou trofej přidala v listopadu 2004 po vítězství na káhirské události s rozpočtem 10 tisíc dolarů a finálové výhře nad Ukrajinkou Julijí Ustjužaninovovou.
V singlu okruhu WTA Tour debutovala v kvalifikaci květnového Internationaux de Strasbourg 2004 z kategorie Tier III, do níž získala divokou kartu. Ve druhém kole ji však zastavila Slovenka Henrieta Nagyová. O dva týdny později vypadla ve druhé fázi kvalifikačního turnaje French Open 2004 s Italkou Robertou Vinciovou. První zápas v hlavní soutěži okruhu WTA Tour odehrála na French Open 2005, kde ji ve dvou setech zastavila Češka Iveta Benešová. Na úvod zářijového US Open 2005 pak vyhrála první zápas na okruhu WTA, když zdolala italskou hráčku Antonellu Serru Zanettiovou. Ve druhém však odebrala favorizované Američance Lindsay Davenportové jen dva gamy.
Do elitní světové stovky žebříčku WTA poprvé pronikla 10. září 2007 po druhém kole na US Open, když se posunula ze 106. na 87. příčku. Na newyorském grandslamu prošla do hlavní soutěže z kvalifikace. Poté, co porazila Němku Tatjanu Malekovou skončila na raketě Švýcarky Martiny Hingisové. V říjnu nastoupila do premiérového finále na okruhu WTA Tour. V boji o singlový titul na Tashkent Open 2007 přehrála Bělorusku Viktorii Azarenkovou a připsala si první trofej. Druhý triumf dosáhla na červencovém Gastein Ladies v rakouských lázních Bad Gastein, kde ve finálovém duelu zdolala Lucii Hradeckou. Již 18. února 2008 se po jediném ročníku turnaje ve Viña del Mar posunula do elitní světové padesátky, když postoupila z 53. na 47. místo. V chilském letovisku vypadla v semifinále s Italkou Flavií Pennettaovou.
Do osmifinále se probojovala na French Open 2014, kam obdržela divokou kartu. Na její raketě postupně dohrály sedmnáctá nasazená Vinciová, Kazaška Jaroslava Švedovová a Němka Mona Barthelová, vždy po třísetových kláních. Ve čtvrtém kole však nenašla recept na Španělku Garbiñe Muguruzaovou.

## Finále na okruhu WTA Tour
| Legenda                           |
| --------------------------------- |
| D – dvouhra; Č – čtyřhra          |
| Grand Slam (0)                    |
| Turnaj mistryň (0)                |
| Premier Mandatory & Premier 5 (0) |
| Premier (0)                       |
| International (4–0 D; 0–1 Č)      |

### Dvouhra: 4 (4–0)
| Stav    | č. | datum             | turnaj                | povrch      | soupeřka ve finále  | výsledek      |
| ------- | -- | ----------------- | --------------------- | ----------- | ------------------- | ------------- |
| Vítězka | 1. | 6. října 2007     | Taškent, Uzbekistán   | tvrdý       | Viktoria Azarenková | 7–5, 6–2      |
| Vítězka | 2. | 20. července 2008 | Bad Gastein, Rakousko | antuka      | Lucie Hradecká      | 6-4, 6-4      |
| Vítězka | 3. | 29. dubna 2018    | Istanbul, Turecko     | antuka      | Polona Hercogová    | 6–4, 3–6, 6–3 |
| Vítězka | 4. | 16. září 2018     | Québec, Kanada        | koberec (h) | Jessica Pegulaová   | 7–5, 6–2      |

### Čtyřhra: 1 (0–1)
| Stav       | č. | datum          | turnaj                | povrch | spoluhráčka     | soupeřky ve finále                   | výsledek |
| ---------- | -- | -------------- | --------------------- | ------ | --------------- | ------------------------------------ | -------- |
| Finalistka | 1. | 27. srpna 2011 | Dallas, Spojené státy | tvrdý  | Alizé Cornetová | Alberta Briantiová Sorana Cîrsteaová | 5–7, 3–6 |

## Finále série WTA 125
| Legenda                  |
| ------------------------ |
| D – dvouhra; Č – čtyřhra |
| WTA 125 (0–1 Č)          |

### Čtyřhra: 1 (0–1)
| Stav       | č. | datum         | turnaj           | povrch    | soupeřka ve finále | výsledek                             |          |
| ---------- | -- | ------------- | ---------------- | --------- | ------------------ | ------------------------------------ | -------- |
| Finalistka | 1. | listopad 2017 | Limoges, Francie | tvrdý (h) | Chloé Paquetová    | Valerija Savinychová Maryna Zanevská | 0–6, 2–6 |

## Finále soutěží družstev: 2 (1–1)
| Výsledek   | č. | datum a místo konání                                                       | spoluhráči                                                              | soupeři                                                                                   | skóre        | zdroj |
| ---------- | -- | -------------------------------------------------------------------------- | ----------------------------------------------------------------------- | ----------------------------------------------------------------------------------------- | ------------ | ----- |
| Finalistka | 1. | Fed Cup 2016 12.–13. listopadu 2016 Štrasburk, Francie tvrdý, Rhénus Sport | Caroline Garciaová Kristina Mladenovicová Alizé Cornetová               | Česko                                                                                     | 2–3 (detail) | [ 6 ] |
| Finalistka | 1. | Fed Cup 2016 12.–13. listopadu 2016 Štrasburk, Francie tvrdý, Rhénus Sport | Caroline Garciaová Kristina Mladenovicová Alizé Cornetová               | Karolína Plíšková Petra Kvitová Barbora Strýcová Lucie Hradecká                           | 2–3 (detail) | [ 6 ] |
| Vítězka    | 1. | Fed Cup 2019 9.–10. listopadu 2019 Perth, Austrálie tvrdý, RAC Arena       | Kristina Mladenovicová Caroline Garciaová Alizé Cornetová Fiona Ferrová | Austrálie                                                                                 | 3–2          | [ 3 ] |
| Vítězka    | 1. | Fed Cup 2019 9.–10. listopadu 2019 Perth, Austrálie tvrdý, RAC Arena       | Kristina Mladenovicová Caroline Garciaová Alizé Cornetová Fiona Ferrová | Ashleigh Bartyová Ajla Tomljanovićová Samantha Stosurová Astra Sharmaová Priscilla Honová | 3–2          | [ 3 ] |

## Tituly na turnajích okruhu ITF
| 100 000 $ tournaments |
| 75 000 $ tournaments  |
| 50 000 $ tournaments  |
| 25 000 $ tournaments  |
| 15 000 $ tournaments  |
| 10 000 $ tournaments  |

### Dvouhra (10)
| Č.  | datum              | turnaj                           | povrch    | poražená finalistka            | výsledek           |
| --- | ------------------ | -------------------------------- | --------- | ------------------------------ | ------------------ |
| 1.  | 29. listopadu 2004 | Káhira, Egypt                    | antuka    | Julija Ustjužaninová           | 6–1, 6–1           |
| 2.  | 16. ledna 2007     | Fort Walton Beach, Spojené státy | tvrdý     | Jana Juricová                  | 6–4, 6–3           |
| 3.  | 10. dubna 2007     | Biarritz, Francie                | antuka    | Selima Sfarová                 | 6–2, 6–4           |
| 4.  | 10. dubna 2007     | Pétange, Lucembursko             | antuka    | Martina Müllerová              | 6–1, 6–4           |
| 5.  | 19. října 2009     | Saint-Raphaël, Francie           | tvrdý     | Sandra Záhlavová               | 7–6(7–4), 6–2      |
| 6.  | 6. června 2011     | Marseille, Francie               | antuka    | Irina-Camelia Beguová          | 6–3, 6–2           |
| 7.  | 4. července 2011   | Biarritz, Francie                | antuka    | Patricia Mayrová-Achleitnerová | 1–6, 6–4, 6–4      |
| 8.  | 9. února 2014      | Grenoble, Francie                | tvrdý (i) | Anastasija Vasyljevová         | 2–6, 6–0, 6–4      |
| 9.  | 14. června 2015    | Essen, Německo                   | antuka    | Viktorija Golubicová           | 3–6, 7–6(7–4), 6–3 |
| 10. | 10. července 2016  | Contrexéville, Francie           | antuka    | Océane Dodinová                | 6–1, 6–1           |

### Čtyřhra (3)
| Č. | datum              | turnaj             | povrch | spoluhráčka     | poražené finalistky                         | výsledek         |
| -- | ------------------ | ------------------ | ------ | --------------- | ------------------------------------------- | ---------------- |
| 1. | 16. listopadu 2003 | Deauville, Francie | antuka | Aurélie Védyová | Maria Geznengeová Zuzana Hejdová            | 5–7, 6–2, 6–1    |
| 2. | 23. listopadu 2004 | Káhira, Egypt      | antuka | Petra Cetkovská | Galina Fokinová Raisa Gurevičová            | 6–4, 6–2         |
| 3. | 28. února 2015     | Campinas, Brazílie | antuka | Olivia Rogowská | Andrea Gámizová Paula Cristina Gonçalvesová | 7–5, 4–6, [10–8] |

## Postavení na konečném žebříčku WTA

### Dvouhra
| Rok    | 2003 | 2004   | 2005   | 2006   | 2007  | 2008  | 2009   | 2010   | 2011  | 2012  | 2013   | 2014  | 2015   | 2016  | 2017  | 2018  |
| Pořadí | 493. | ▲ 261. | ▲ 207. | ▲ 197. | ▲ 59. | ▼ 62. | ▼ 107. | ▲ 102. | ▲ 74. | ▲ 66. | ▼ 225. | ▲ 79. | ▼ 116. | ▲ 73. | ▼ 91. | ▲ 54. |

### Čtyřhra
| Rok    | 2003 | 2004   | 2005   | 2006   | 2007   | 2008   | 2009   | 2010   | 2011   | 2012   | 2013   | 2014   | 2015   | 2016   | 2017   | 2018   |
| Pořadí | 733. | ▲ 356. | ▼ 369. | ▼ 657. | ▲ 424. | ▲ 172. | ▼ 192. | ▼ 587. | ▲ 124. | ▼ 210. | ▲ 112. | ▼ 129. | ▼ 295. | ▼ 364. | ▲ 262. | ▼ 384. |